# Students for a Democratic Society

Copertina di un pamphlet dell'SDS, 1966 circa

L'organizzazione Students for a Democratic Society (lett. "Studenti per una Società Democratica", SDS) è stato un movimento studentesco statunitense, che ha costituito l'aspetto più compiuto, negli Stati Uniti, della New Left internazionale. Cresciuto rapidamente durante tutti gli anni sessanta, si sciolse nel suo ultimo congresso del 1969, come il suo omologo (e omonimo) SDS tedesco.
Rappresentò il punto più alto del radicalismo studentesco negli USA e per tutto il decennio, fino al proprio collasso, ha avuto un'importante influenza sull'organizzazione studentesca. I punti cardine del suo programma d'azione sono stati la democrazia diretta, l'azione diretta, i diritti civili, il potere studentesco, la lotta contro l'autoritarismo accademico. La sua struttura organizzativa era diffusa in vario grado in tutti i principali gruppi di attivisti. Nonostante molte altre organizzazioni e strutture studentesche siano state fondate negli anni seguenti, nessuna ha raggiunto le dimensioni di SDS.

## Origini
Alle origini di SDS è il settore studentesco della League for Industrial Democracy (Lega per la democrazia industriale - LID), antica organizzazione radicale che deriva dalla Intercollegiate Socialist Society (Società socialista interuniversitaria), fondata nel 1905 da Jack London e Upton Sinclair. La denominazione originaria faceva riferimento alla "democrazia industriale", poiché era orientata al mondo del lavoro. Ciò creava però difficoltà nell'avvicinare gli studenti, pertanto l'organizzazione decise di cambiare il proprio nome.
Tuttavia, a causa di contrasti con la direzione della LID, gli Students for a Democratic Society si separarono definitivamente dall'organizzazione-madre.
Nel primo convegno della SDS, svoltosi nel 1960 ad Ann Arbor, fu eletto presidente Alan Haber.

## Il Manifesto di Port Huron
Dall'11 al 15 giugno del 1962 si tenne a Port Huron il primo congresso di SDS, nel quale fu approvata la Dichiarazione di Port Huron, manifesto politico elaborato inizialmente da Tom Hayden, quindi da Alan Haber e dagli altri esponenti del SDS.
Il manifesto di Port Huron era fortemente influenzato dal movimento per i diritti civili e dall'ideologia kennediana della Nuova Frontiera: criticava il sistema, si poneva su posizioni pacifiste che rifiutavano la Guerra fredda, la corsa agli armamenti e temeva lo scoppio di una guerra nucleare.

In politica interna contestava la discriminazione razziale, l'ineguaglianza economica, i partiti politici tradizionali statunitensi. Richiedeva anche un deciso programma teso al welfare e contro la povertà.

A differenza dei precedenti movimenti di sinistra statunitense, SDS era attento anche ai temi del disagio esistenziale e generazionale.

I metodi d'azione proposti dal manifesto prevedevano: "la nonviolenza, la disobbedienza civile e il diritto per ogni giovane di praticare la democrazia partecipativa [esso era ] niente meno di un'ideologia per quanto in nuce e imperfetta e si è a lungo diffuso in tutto il mondo".
La Dichiarazione di Port Huron aspirava all'alleanza di tutte le forze disposte a lavorare per gli obiettivi proposti. Poiché riteneva di poter lottare contemporaneamente su tutti i fronti di intervento proposti, rifiutava l'anticomunismo, dottrina ufficiale di quasi tutte le forze politiche degli Stati Uniti, anche di sinistra. Pur non avendo alcun accento marxista né filo-comunista, criticava duramente il maccartismo e la paranoia antisovietica diffusa negli USA.

## I primi anni: 1962–65
La sede centrale (National Office) di SDS era a New York. SDS svolse una certa attività nel corso della Crisi di Cuba ma soprattutto per i diritti civili, ispirata anche dal Student Nonviolent Coordinating Committee (SNCC, Comitato di Coordinamento degli Studenti Nonviolenti).
L'organizzazione contava poco più di 1000 membri, in 32 tra college e università e un Consiglio Nazionale di 200 studenti che si riunivano ogni quattro mesi per dirigere la Società: nello spirito della democrazia partecipativa, i dirigenti potevano durare in carica un solo anno.
L'interesse di SDS per i diritti civili dei neri americani fu contestato da membri del Black Power come Stokely Carmichael, che ritenevano improprio che militanti bianchi volessero dirigere la protesta dei neri.
Ciononostante la SDS, per penetrare nei ghetti neri, impiantò un programma di intervento (Economic Research and Action Project - ERAP) che ebbe scarso effetto pratico ma grande importanza nella formazione dei giovani attivisti della SDS.
Nel corso del 1964 si affrontarono due tendenze interne, quella dei vecchi militanti che erano stati temprati dall'ERAP (molto vicini ai punti di vista della LID) e quella dei giovani più attenti alle proteste che nascevano nei campus universitari.
Un altro piccolo gruppo di aderenti a SDS tentò, osteggiato dalla maggioranza dell'organizzazione, la tradizionale opera di influenza della politica nazionale attraverso la partecipazione alle elezioni primarie del Partito Democratico del 1964. La vittoria del conservatore e bellicista Johnson convinse gli attivisti dell'inutilità di tale forma di lavoro politico.
Il 1º ottobre 1964 nell'Università di Berkeley, in California, esplode il Movimento per la libertà di parola (Free Speech Movement), guidato da Mario Savio, leader carismatico del SNCC. Il movimento prende spunto dall'arresto, durante un comizio, dell'attivista Jack Weinberg: terminò con l'arresto di centinaia di studenti, ma costituì una grande occasione per far conoscere SDS, a cui in molti si iscrissero.

## Dalla protesta alla resistenza: 1965–1968
Nel febbraio del 1965 il presidente Lyndon Johnson annuncia l'inizio di una escalation militare in Vietnam, che prevede lo scontro diretto tra le truppe di terra statunitensi e i vietcong. Tutte le sezioni locali della SDS organizzano manifestazioni di protesta, finché si arriva a una grande manifestazione a Washington il 17 aprile.

Più di 25.000 persone, sotto la guida della Società, protestano nella capitale. L'evento concentra l'attenzione dei mass media sulla New Left e in particolare su SDS. La partecipazione di gruppi vicini al Partito Comunista degli Stati Uniti d'America o comunisti crea dissensi con la LID) e altre forze della vecchia sinistra anticomunista.
Le ultime clausole anticomuniste dello statuto di SDS furono però abolite solo nel corso del congresso estivo del 1965, che stabilì anche di spostare la sede centrale a Chicago.

Nel corso del congresso si mostrarono anche elementi dell'abbigliamento e dello stile di vita che in seguito caratterizzarono anche visivamente il movimento degli studenti in tutto il mondo:
(Kirkpatrick Sale, SDS)
Nell'inverno 1965/66 SDS acquistò sempre maggior credito tra gli studenti, le sue sezioni locali presero il sopravvento sulla direzione di Chicago e organizzarono numerosissime azioni contro la guerra.
Nel congresso del 1966, che si tenne ancora più a Ovest, (a Clear Lake nell'Iowa) aumenta l'influenza della gente della prateria. Nel contempo a questa convenzione partecipano per la prima volta i membri del Progressive Labour Party (PL), un gruppo maoista che si era rivolto alla SDS come terreno fertile per il reclutamento di nuovi membri.
Nel 1966 la protesta contro la guerra in Vietnam si radicalizza: nell'Università di Berkeley gli studenti guidati da SDS cacciano gli ufficiali della Marina incaricati di reclutare gli studenti e all'Università di Harvard sequestrano il Segretario alla difesa Robert McNamara, impedendogli di lasciare il campus.
Nell'inverno e nella primavera del 1967 le proteste in molti campus diventano sempre più dure. Membri di SDS e altri radicali sono eletti anche nelle rappresentanze studentesche di alcuni campus, segno che il movimento contro la guerra ha cominciato veramente a prendere piede tra gli studenti universitari. Crescono di numero e di intensità le dimostrazioni contro la Dow Chemical Company (fornitrice al governo del napalm e dell'Agente Arancio impiegati nella Guerra del Vietnam) e gli ufficiali reclutatori. L'FBI (soprattutto attraverso i suoi agenti segreti) e altri organismi polizieschi infiltrano spie e informatori nelle sezioni locali di SDS; aumentano anche gli attacchi repressivi delle autorità. Nel frattempo la direzione nazionale (NO) intensifica i rapporti con le sezioni locali sia con frequenti incontri sia tramite il bollettino della Società New Left Notes.
Il congresso del 1967 segna una netta svolta egualitaria: sono eliminate le cariche di Presidente e Vice-Presidenziale (sostituite da un Segretario Nazionale (il ventenne Mike Spiegel), un segretario all'Istruzione (il texano Bob Pardun), e un Segretario organizzativo (l'ex vicepresidente Carl Davidson). La linea dominante è segnata dalla richiesta dell'immediato ritiro dal Vietnam. Inoltre, per la prima volta è approvato un documento femminista per la liberazione della donna e contro il maschilismo.
L'anno scolastico inizia con una grande manifestazione contro la complicità universitaria nella guerra, che si tiene nell'Università del Wisconsin, a Madison il 17 ottobre. La manifestazione, che procedeva tranquilla è violentemente dispersa dalla polizia locale in tenuta anti-sommossa, che provoca molti feriti e arresta un gran numero di studenti. Per protesta l'Università entra in sciopero per molti giorni. La repressione non si ferma: una marcia sul Pentagono di 100.000 persone (il 21 ottobre) viene attaccata dalla polizia che fa centinaia di feriti e di arresti.

## Apogeo e dissoluzione: 1968–69
Nella primavera del Sessantotto, attivisti di SDS a livello nazionale e locale lanciano i Dieci giorni di Resistenza contro la guerra e la repressione: comizi, marce, sit-in e lezioni pubbliche che culminano nello sciopero studentesco nazionale del 26 aprile. Lo sciopero è un successo inaspettato e grandioso: circa un milione di studenti esce dalle classi, il più grande sciopero studentesco della storia degli Stati Uniti d'America.
Lo sciopero fu quasi completamente ignorato dai giornali nazionali che avevano sede principalmente a New York; invece i giornali descrissero nel dettaglio l'occupazione studentesca della Columbia University di New York, guidata dall'alleanza tra la sezione "Columbia Univ." di SDS e attivisti studenteschi afroamericani. Come risultato di questa pubblicità sui mass-media, il nome di SDS divenne famigliare negli Stati Uniti per qualche anno e il numero degli iscritti salì notevolmente.
Il nono congresso nazionale di SDS si tenne a Chicago, con la partecipazione di circa 2000 delegati e molti spettatori, sia attivisti politici di vari gruppi della New Left (maoisti, trozkisti, "spartachisti", marxisti di varia tendenza), che di infiltrati, spie, informatori della polizia e dell'FBI
Ai delegati viene distribuito un numero speciale di New Left Notes contenente il manifesto "You don't need a Weatherman to know which way the wind blows" ("Non avete bisogno di un meteorologo per sapere da che parte spira il vento"), il cui titolo è tratto da una canzone di Bob Dylan. Il documento era stato scritto da un comitato di undici membri tra cui Mark Rudd, Bernardine Dohrn e John Jacobs, e rappresentava la posizione del Revolutionary Youth Movement (RYM, Movimento Giovanile Rivoluzionario), l'ala della SDS che in seguito darà vita alla Weather Underground Organization.

Il congresso si svolse in un enorme disordine, con il tentativo del RYM e di gruppi alleati di espellere Gli aderenti al PL alla WSA Worker Student Alliance (Alleanza Operaia Studentesca).
Quando i rappresentanti del Black Panther attaccarono il PL, ma allo stesso tempo dimostrarono il proprio sessismo, gridavano provocatoriamente pussy power (potere alla figa) l'intero congresso si perse nel caos, o, peggio, nella farsa.
La lotta delle fazioni giunse al culmine: alla fine di una spirale di espulsioni e contro-espulsioni, SDS si trovò diviso in due tronconi sia a livello centrale che nelle singole sezioni locali. Le due organizzazioni presero il nome di "SDS-RYM" e "SDS-WSA", dominate rispettivamente dal RYM e dal WSA, mentre il gruppo Weatherman si trasformò in un'organizzazione clandestina dedita prima a scontri armati con la polizia e poi ad attentati dinamitardi. "SDS-RYM", contigua a questa area, non ebbe più alcuna attività pubblica e dal 1970 cessò di esistere, mentre "SDS-WSA" continuò ad essere presente in alcuni campus.

## L'attività della SDS-WSA: 1969–1974 e oltre
SDS-WSA (che dopo il 1970 si chiamò semplicemente SDS) continuò a funzionare a livello nazionale, con due obiettivi fondamentali:
- (a) lotta contro il razzismo;
- (b) sostegno alle lotte e agli scioperi dei lavoratori.

SDS-WSA organizzò nel marzo del 1970 una manifestazione di sostegno ai lavoratori delle Poste, che preoccupò molto l'amministrazione Nixon, come risulta da questa pagina del diario di H.R. Haldeman:
Riunione di lavoro dal primo pomeriggio alla fine della giornata: il capo ha dovuto dedicare un bel po' di tempo al problema postale. La soluzione non ha funzionato, perché i leader hanno respinto l'invito a tornare al lavoro e poi ora sono coinvolti i tipi di SDS, almeno a New York.»
In contrasto con SDS-RYM e i Weathermen, SDS-WSA è sempre stata fortemente contraria agli attentati e al terrorismo. Nel 1971 ha pubblicato un opuscolo dal titolo Chi sono i terroristi?, nel quale metteva in guardia i lettori contro agenti provocatori della polizia infiltrati nelle manifestazioni pacifiste per fomentare la violenza e giustificare gli attacchi della polizia.
SDS continuò a pubblicare il bollettino New Left Notes e ad intervenire su temi sindacali e politici: nel 1972 tenne una dimostrazione contro il candidato presidenziale democratico George McGovern che aveva ritrattato le proprie posizioni fermamente contrarie alla Guerra del Vietnam: alcune centinaia di militanti della SDS tennero un sit-in davanti all'Hotel Doral di Miami finché il candidato e il suo staff incontrarono i simpatizzanti delusi.
SDS aderì alla protesta contro gli scrittori Arthur Jensen, William Shockley e Richard Herrnstein i quali sostenevano che i neri sono geneticamente inferiori per intelligenza ai bianchi.
L'attività proseguì più sporadica fino al 1974, quando l'Ufficio nazionale (NO) votò lo scioglimento dell'organizzazione e la sua adesione all''International Comitee Against Racism (InCAR) (Comitato Internazionale contro il Razzismo).
Alcuni ex leader di SDS hanno poi fatto carriera nel Partito Democratico, tra cui Tom Hayden, che fu membro del Parlamento della California, autore prolifico e fu marito dell'attrice Jane Fonda.